# Elstree (canción)
«Elstree» es el cuarto y último sencillo del primer álbum de estudio, The Age of Plastic, del grupo británico The Buggles, publicado el 27 de octubre de 1980.

## Vídeo musical
El vídeo musical comienza en un cementerio con Trevor Horn caminando y mostrando a Geoff Downes tocando un piano. Trevor Horn canta Elstree, remember me? I had a part in a B-Movie. I played a man from history intercalado con escenas en blanco y negro de peleas de espadas y escenas de películas antiguas.

## Versión
Gigi D'Agostino reutilizó partes de la estructura melódica de Elstree para su canción de 1999 Another Way.
- Datos: Q5367764